# مايكل كرايتون
مايكل كرايتون (بالإنجليزية: Michael Crichton)‏ يلفظ اسم عائلته كرايتون أي أن حرفي الــ CH باللغة الإنجليزية لا يلفظان (23 أكتوبر 1942 - 4 نوفمبر 2008) كان مؤلفا أمريكيا، لكنه كان قد قام في العديد من المرات بإخراج وإنتاج بعض الأفلام التي كتب هو قصتها وقد بيع من كتبه أكثر من 150 مليون نسخة حول العالم فهو واحد من أشهر كتاب الخيال العلمي تكون أعماله عادة ممتلئة بالإثارة والتشويق لكن له أيضاً عدد من الروايات الدرامية. من أعماله الحديقة الجوراسية وكونغو.

## حياته
ولد في شيكاغو، إلينوي (23 أكتوبر عام 1942) لكنه عاش وترعرع في لونغ آيلند، ولاية نيويورك. وله أختان (كمبرلي وكاثرين) وأخ أصغر منه (دوغلاس).
درس في جامعة هارفارد وتخرج سنة 1964 ثم نال درجة الزمالة في معهد سولك في كاليفورنيا، وعمل في معهد العلوم الطبية (اساتشوستسي)، وفي أثناء عمله طبيبًا كان يكتب روايات عديدة بأسماء مستعارة وقد كتب إحدى الروايات بمساعدة أخيه (دوغلاس)، وكان الاسم المستعار لكاتب تلك الرواية هو «مايكل دوغلاس».
ذكر كرايتون لاحقًا: «كانت روزلين عالمًا آخر، بالنظر إلى الوراء، كانت الأحداث التي لم تحصل لافتة للنظر. لم تحصل هناك أمور مروعة. لا خوف على الأطفال من الإساءة. لا خوف من القتل العشوائي. لم نكن نعرف عن تعاطي المخدرات. كنت أرتاد المدرسة مشيًا. ركبت دراجتي لأميال وأميال لمشاهدة فيلم في سينما الشارع العام وإلى دروس البيانو وما شابه.  تمتع الأطفال بالحرية. لم يكن عالمًا خطرًا. درسنا بجد وحصلنا على تعليم جيد جدًا هناك».
دائمًا ما طمح كرايتون لأن يصبح كاتبًا، وبدأ دراسته في كلية هارفارد سنة 1960. خلال دراسته الجامعية للأدب، أجرى تجربة لفضح أستاذ اعتقد أنه كان يعطيه علامات منخفضة على نحو غير اعتيادي وينتقد أسلوبه الأدبي. أبلغ أستاذَا آخر عن شكوكه. قدم كريشتون مقالة للكاتب جورج أورويل باسمه. أعاد له أستاذه الورقة التي لم يكن على علم بحقيقتها مع علامة «بي+». قال بعدها: «كان أورويل كاتبًا رائعًا، فإن كان جلّ ما يستحقه هو علامة بي+، فمن الأفضل لي ترك مجالي الدراسي في الأدب الإنجليزي». قاد اختلاف كرايتون مع قسم اللغة الإنجليزية إلى تغيير تخصصه الجامعي. حصل على درجة البكالوريوس في علم الإنسان الحيوي (الأنثروبولوجيا البيولوجية) بتقدير ممتاز في عام 1964، وانخرط في جمعية فاي بيتا كابا. حصل على زمالة هنري راسل شو للسفر بين عامي 1964 و1965، وعمل محاضرًا زائرًا في علم الإنسان في جامعة كامبريدج في المملكة المتحدة في عام 1965. التحق كرايتون بعدها كلية هارفارد الطبية. قال كرايتون لاحقًا: «بعد نحو أسبوعين في كلية الطب، أدركت أني أكره تخصصي. وهذا ليس بالأمر غير المعتاد، الجميع يكره كلية الطب، حتى الأطباء الممارسون السعداء أنفسهم».

## رواياته
امتاز أسلوب كرايتون بالإفراط في توثيق الاستطرادات العلمية بحيث يجعل من الرواية مزيجا من الفن والدراسة الأكاديمية ولكريشتون إيقاعه الخاص في قصصه بحيث يكتب الأحداث على شكل فقرات ممزوجة الفقرة الأولى للحدث والثانية يخصصه للتفسير العلمي لهذا الحدث وكالعادة يقضي روايته دائما بحشد من المراجع العلمية التي لجأ إليها.
- عام 1966 Odds On باسم John Lange
- عام 1967 Scratch One باسم John Lange
- عام 1968

1. Easy Go باسم John Lange
2. A Case of Need باسم Jeffrey Hudson

- عام 1969

1. The Andromeda Strain
2. The Venom Business باسم John Lange
3. Zero Cool باسم John Lange

- عام 1970

1. Grave Descend باسم John Lange
2. Drug of Choice باسم John Lange
3. Dealing باسم Michael Douglas

- عام 1972

1. The Terminal Man
2. Binary باسم John Lange

- عام 1975 The Great Train Robbery
- عام 1976 أكلة الموتى (رواية)
- عام 1980 كونغو
- عام 1987 Sphere
- عام 1990 الحديقة الجوراسية
- عام 1992 Rising Sun
- عام 1994 Disclosure
- عام 1995 The Lost World
- عام 1996 Airframe
- عام 1999 Timeline
- عام 2002 Prey
- عام 2004 State of Fear
- عام 2006 Next

## كتبه
لمايكل كرايتون أيضاً بعض الكتب العامة بعيداً عن مجال الروايات ففي كتابه Electronic Life قدم جهاز الكمبيوتر الذي كان اختراعاً جديداً في ذلك الوقت إلى الناس وبسط لقراء الكتاب عمليات الكمبيوتر.
- عام 1970 Five Patients
- عام 1977 Jasper Johns
- عام 1983 Electronic Life
- عام 1988 Travels

## رواياته التي تحولت إلى أفلام
| السنة | اسم الرواية          | اسم الفيلم                    | المخرج        |
| ----- | -------------------- | ----------------------------- | ------------- |
| 1971  | The Andromeda Strain | The Andromeda Strain          | روبرت وايز    |
| 1972  | Dealing              | Dealing                       | بول وليامز    |
| 1972  | A Case of Need       | The Carey Treatment           | بليك إدواردز  |
| 1974  | The Terminal Man     | The Terminal Man              | Mike Hodges   |
| 1993  | Rising Sun           | Rising Sun                    | فيليب كوفمان  |
| 1993  | Jurassic Park        | Jurassic Park                 | ستيفن سبيلبرغ |
| 1994  | Disclosure           | Disclosure                    | باري ليفنسون  |
| 1995  | Congo                | Congo                         | فرانك مارشال  |
| 1997  | The Lost World       | The Lost World: Jurassic Park | ستيفن سبيلبرغ |
| 1998  | Sphere               | Sphere                        | باري ليفنسون  |
| 1999  | Eaters of the Dead   | The 13th Warrior              | جون مكتيرنان  |
| 2003  | Timeline             | Timeline                      | ريشارد دونر   |

## وصلات خارجية
- الموقع الرسمي
- مايكل كرايتون  على قاعدة بيانات الخيال التأملي على الإنترنت
- Musings on Michael Crichton — News and Analysis on his Life and Works
- مايكل كرايتون على موقع Charlie Rose
- أعمال بواسطة مايكل كرايتون في المكتبة المفتوحة على أرشيف الإنترنت
- مايكل كرايتون على موقع IMDb (الإنجليزية)
- مايكل كرايتون على موقع الموسوعة البريطانية (الإنجليزية)
- مايكل كرايتون على موقع روتن توميتوز (الإنجليزية)
- مايكل كرايتون على موقع مونزينجر (الألمانية)
- مايكل كرايتون على موقع ألو سيني (الفرنسية)
- مايكل كرايتون على موقع ميوزك برينز (الإنجليزية)
- مايكل كرايتون على موقع أول موفي (الإنجليزية)
- مايكل كرايتون على موقع قاعدة بيانات الأفلام السويدية (السويدية)
- مايكل كرايتون على موقع إن إن دي بي (الإنجليزية)
- مايكل كرايتون على موقع ديسكوغز (الإنجليزية)
- Michael Crichton Obituary. أسوشيتد برس. شيكاغو سن-تايمز
- McGrath، Charles (5 نوفمبر 2008). "Builder of Windup Realms That Thrillingly Run Amok". The New York Times. مؤرشف من الأصل في 2019-07-08.
- John J. Miller (11 نوفمبر 2008). "He Brought Science to Life". The Wall Street Journal. مؤرشف من الأصل في 2019-08-01.
- Michael Crichton bibliography on the Internet Book List
- Complete bibliography and cover gallery of the first editions[وصلة مكسورة]
- Comprehensive listing and info on Michael Crichton's complete works
- "مايكل كرايتون". فايند أغريف. اطلع عليه بتاريخ 2013-06-10.